# Aloe lensayuensis
Aloe lensayuensis ist eine Pflanzenart der Gattung der Aloen in der Unterfamilie der Affodillgewächse (Asphodeloideae). Das Artepitheton lensayuensis verweist auf das Vorkommen der Art auf den Lensayu Rocks in Kenya.

## Beschreibung

### Vegetative Merkmale
Aloe lensayuensis wächst stammbildend und ist von der Basis aus spärlich verzweigt. Der niederliegende Stamm erreicht eine Länge von 50 bis 75 Zentimeter und ist 2,5 bis 3 Zentimeter dick. Die etwa zehn lanzettlich-spitzen Laubblätter bilden eine lockere Rosette. Die bläulich graue, gelegentlich rosafarben überhauchte Blattspreite ist 30 Zentimeter lang und 5 Zentimeter breit. Manchmal ist sie mit wenigen zerstreuten längliche weißen Flecken besetzt. Die Blattoberfläche ist leicht rau. Die weißen oder rötlichen Blattränder sind knorpelig. Die weichen, weißen Zähne am Blattrand sind 1 Millimeter lang und stehen 2 bis 10 Millimeter voneinander entfernt. Der gelbe Blattsaft trocknet bräunlich.

### Blütenstände und Blüten
Der Blütenstand weist acht bis zwölf weit ausgebreitete Zweige auf erreicht eine Länge von etwa 75 Zentimeter. Die unteren Zweige sind gelegentlich erneut verzweigt, Die lockeren, zylindrischen Trauben sind 10 bis 15 Zentimeter lang und bestehen aus fünf bis zwölf Blüten. An schiefen Trauben sind die Blüten einseitswendig. Die eiförmig-spitzen Brakteen weisen eine Länge von 1 bis 4 Millimeter auf und sind 1,5 Millimeter breit. Die rosarotlichen, auffallend bereiften Blüten stehen an etwa 8 Millimeter langen Blütenstielen. Sie sind 20 bis 24 Millimeter lang und an ihrer Basis kurz verschmälert. Auf Höhe des Fruchtknotens weisen die Blüten einen Durchmesser von 5 bis 6 Millimeter auf. Darüber sind sie sehr leicht verengt und schließlich zur Mündung leicht erweitert. Ihre äußeren Perigonblätter sind auf einer Länge von 6 bis 7 Millimetern nicht miteinander verwachsen. Die Staubblätter und der Griffel ragen 2 bis 4 Millimeter aus der Blüte heraus.

### Genetik
Die Chromosomenzahl beträgt {\displaystyle 2n=14}.

## Systematik und Verbreitung
Aloe lensayuensis ist in Kenia im Wajir District auf Inselbergen aus Gneis in Höhen von 700 bis 2000 Metern verbreitet. Die Art ist nur vom Typusfundort bekannt.
Die Erstbeschreibung durch John Jacob Lavranos und Leonard Eric Newton wurde 1976 veröffentlicht.

## Nachweise